# مؤسسه گواهی ساختمان سبز
مؤسسه گواهی ساختمان سبز در ژانویه ۲۰۰۸ تأسیس شده است که با حمایت مجمع ساختمان سبز ایالات متحده آمریکا، دیدگاه مستقلی از رهبری در گواهی پروژه طراحی محیطی و انرژی (LEED) و فرآیندهای اعتبارنامه حرفه‌ای را فراهم می‌کند.

## اعتبار نامه‌های حرفه‌ای LEED
برا ی مشخص نمودن رهبری در ساختمان سبز با اعتبار نامه‌های حرفه‌ای LEED(AP) با برقراری اعتبارات خاص برای ساختمان‌های حرفه‌ای و با اطلاعات بر تخصص‌ها برای ناظران موفق فرآیندهای گواهی نامه LEED طراحی شده است. آزمون‌های تعیین اعتبار و تخصیص که توسط GBCI نظارت شده است شامل مجمع سبز LEED AP با دنباله روهای LEED و خاص و همچنین LEED برای درجه‌بندی خانه‌های سبز و گواهی نامه‌های حرفه‌ای کلاس سبز می‌باشد. آزمونهای حرفه‌ای اعتبارنامه LEED و ANSI معتبر شناخته شده است.

## گواهی پروژه LEED
GBCI برنامه گواهی LEED را نطارت می‌کند، بازبینی‌های فنی طرف سوم را اجرا می‌کند و تأیید پروژه‌های ثبت شده LEED را انجام می‌دهد تا تعیین کند که آیا اینها مجموعه استاندارهای تنظیم شده توسط سیستم درجه‌بندی LEED را برآورده می‌سازند یا خیر. در آوریل ۲۰۱۳، کل تجهیزات کامپیوتری پروژه‌های گواهی LEED تقریباً سه میلیون فوت مربع بوده است و تقریباً ۸ میلیون فوت مربع اضافی توسط GBCI برای گواهی نامه LEED به ثبت رسیده است.